# 1900

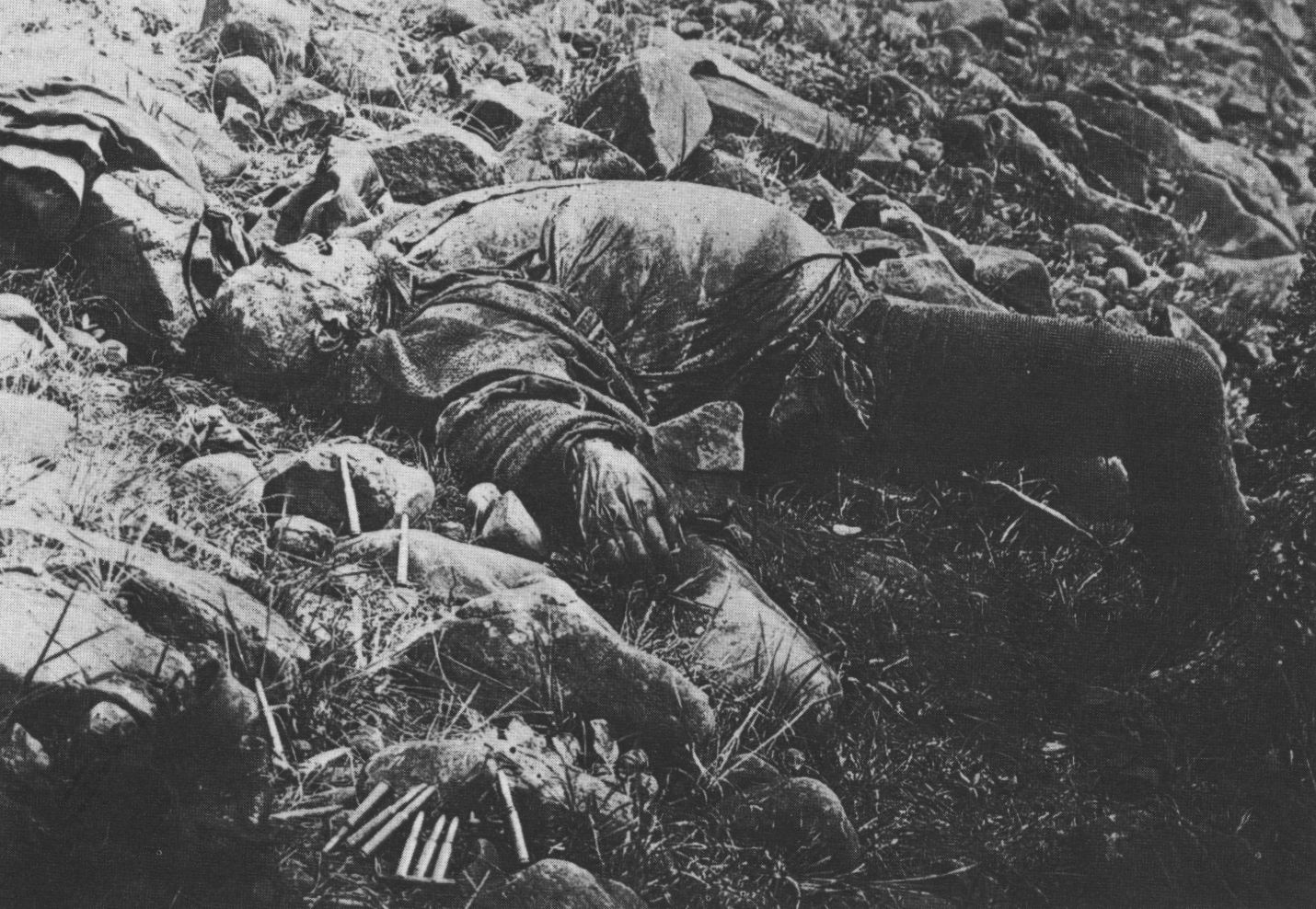
Gesneuvelde Boer bij Spionkop

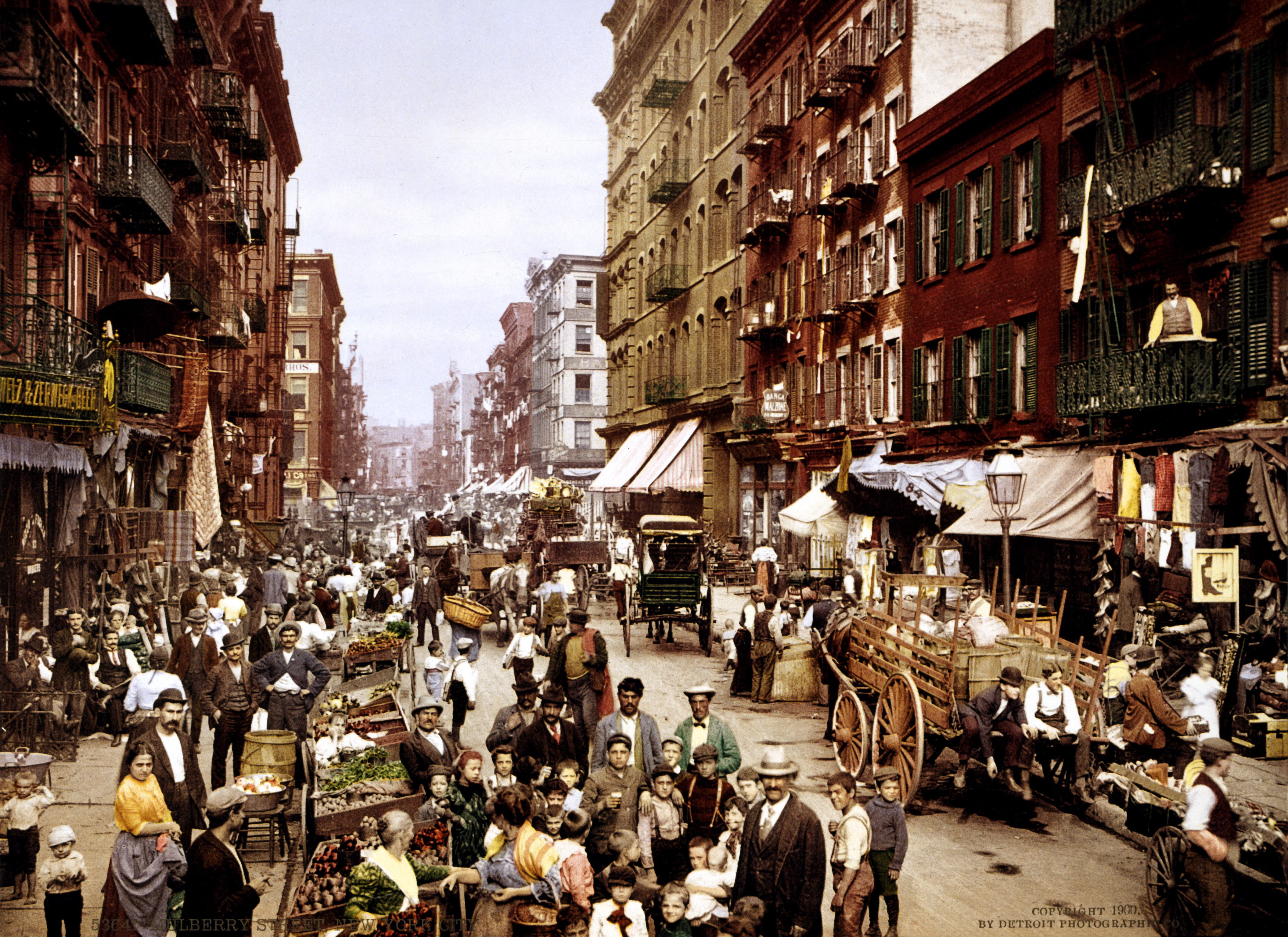
Mulberry Street in Little Italy, New York in 1900

Het jaar 1900 is het 100e jaar in de 19e eeuw volgens de christelijke jaartelling.

## Gebeurtenissen
januari
- 1 - De gemeente Amsterdam neemt het trambedrijf AOM (Amsterdamsche Omnibus Maatschappij) over, en zet het voort als Gemeentetram Amsterdam (GTA).
- 1 - In Duitsland wordt het Bürgerliches Gesetzbuch van kracht.
- 14 - De opera Tosca van Giacomo Puccini gaat in première in Rome.
- 22 - De Slag bij Spionkop (nabij Ladysmith, Kwazulu-Natal) begint.
- 25 - (Duitsland) Alfred von Tirpitz dient het tweede vlootplan in.
- 29 - De Britse kolonie Rhodesië wordt opgesplitst in Noordoost-Rhodesië, Noordwest-Rhodesië, Mashonaland en Matabeleland.

februari
- 9 - De Amerikaan Dwight Davis organiseert de eerste Davis Cup-tenniswedstrijd tussen verschillende landen en wint vervolgens zelf de eerste editie.
- 15 - Britse cavalerie onder generaal French ontzet de mijnstad Kimberley in de Noord-Kaap. Intussen arriveren versterkingen in Zuid-Afrika. Onder aanvoering van Lord Roberts kunnen eindelijk tegenaanvallen worden uitgevoerd om de door de Boeren belegerde garnizoenen te ontzetten.
- 18 - Op Bloody Sunday verliezen de Britse troepen onder Horatio Kitchener meer dan duizend man.
- 22 - Hawaï wordt officieel een Amerikaans territorium.
- 27 - In Londen wordt het Labour Representation Committee opgericht, vanaf 1906 Labour Party geheten.

maart
- 13 - Britse troepen onder Frederick Sleigh Roberts veroveren Bloemfontein, de hoofdstad van de Boerenrepubliek Oranje Vrijstaat.
- 14 - De Nederlandse botanicus Hugo de Vries brengt de erfelijkheidswetten van Mendel opnieuw onder de aandacht.
- 18 - Oprichting Amsterdamse voetbalclub Ajax.
- 19 - Arthur Evans ontdekt Knossos, de hoofdstad van de Minoïsche beschaving, op Kreta. Hij ontdekt in Knossos het Lineair B-schrift.
- maart - In de chinezenwijk van San Francisco breekt builenpest uit. China Town wordt afgegrendeld en in quarantaine geplaatst, zodat de inwoners zonder voedsel en zonder werk komen zitten.

april
- 2 - Het socialistische dagblad Het Volk verschijnt voor het eerst in Nederland.
- 15 - In Parijs wordt de vijfde wereldtentoonstelling geopend. In de zeven maanden die de expositie zal duren, komen zes miljoen bezoekers. Vooral nieuwigheden zoals elektriciteit en film trekken veel belangstelling. De eerste Metro van Parijs is nog een blijvende herinnering aan deze grote tentoonstelling.
- 16 - Voor het eerst worden filmopnames gemaakt in een oorlog. In de Tweede Boerenoorlog wordt de bestorming van een Boerenstelling vastgelegd.
- 20 - Eerste landelijke vergadering van de Nederlandse Vrouwenraad in Den Haag.
- 22 - In de Strijd bij Kousséri verwerft Frankrijk de heerschappij over Tsjaad.

mei
- 1 - In Nederland worden alle rijkstollen afgeschaft.
- 18 - Het ontzet van Mafeking (Zuid-Afrika) veroorzaakt grote vieringen in Engeland.
- 20 - Opening van de tweede Olympische zomerspelen te Parijs, als onderdeel van de wereldtentoonstelling. Voor het eerst is ook Nederland vertegenwoordigd.
- 28 - In North-Carolina wordt voor het eerst een zonsverduistering gefilmd.
- 31 - In China breekt de Bokseropstand uit tegen de westerse wereld.
- 31 - Britse troepen bereiken Johannesburg.

juni
- 5 - De Britten veroveren Pretoria, de hoofdstad van de Boerenrepubliek Transvaal.
- 20 - De Duitse gezant in Peking, von Ketteler, die namens de belegerde diplomaten met de Boksers onderhandelt, wordt door hen vermoord. De Europese mogendheden besluiten in te grijpen.
- 30 - Brand in het dok van Hoboken veroorzaakt honderden doden.

juli
- 1 - Aartshertog Frans Ferdinand, de troonopvolger van Oostenrijk trouwt met Sophie Chotek. Zij is van lage Boheemse adel, en hun eventuele kinderen komen niet in aanmerking voor de troon.
- 2 - Eerste proefvlucht van een zeppelin. Graaf Ferdinand von Zeppelin blijft met zijn luchtschip LZ 1 (ruim 10 meter breed bij 128 meter lengte) bij Manzell aan het Bodenmeer twintig minuten in de lucht.
- 9 - Op de Chinese missiepost Tai-Yuan-Foe worden 7 missiezusters, 2 bisschoppen, 2 paters en een frater door de Boksers onthoofd.
- 14 - Tweede Olympische Spelen, beginnen in Parijs.
- 19 - Opening van de Parijse metro.
- 25 - De Nijmeegse missiebisschop Mgr. Hamer wordt door de Boksers in Mongolië levend verbrand.
- 28 - De Deense kok Louis Lassen dient in zijn lunchkraam Louis' Lunch in New Haven (Connecticut) het eerste broodje hamburger op.
- 29 - Koning Umberto I van Italië wordt vermoord door de anarchist Gaetano Bresci.
- 29 - Opening van de Transportbrug van Rochefort-Martrou over de Charente. De zweefbrug heeft een capaciteit van negen wagens met dubbelspan en vijftig personen.

augustus
- 14 - Tussen het Leidscheplein en het Haarlemmerplein in Amsterdam rijdt de eerste elektrische stadstram van Nederland.
- 22 - In Tilburg wordt de elfjarige Marietje Kessels vermoord.
- 26 - Roeiers François Brandt en Roelof Klein winnen het eerste Nederlandse olympisch goud.
- 27 -  De Amerikaanse legerarts Walter Reed ontdekt in Cuba dat gele koorts wordt overgedragen door muggen.
- 29 - In de Amerikaanse staat Wyoming wordt een trein van de Union Pacific Railroad overvallen en beroofd door de Hole in the Wall-bende. Deze treinroof wordt het verhaal van de eerste Western-film: The Great Train Robbery in 1903.

september
- 5 - Stichting van Fort Lamy, het huidige Ndjamena.
- 8 - De orkaan Galveston eist 8.000 tot 10.000 levens in Texas.
- 19 - Butch Cassidy en de Sundance Kid plegen hun eerste overval samen.

oktober
- 2 - De Belgische kroonprins Albert trouwt met prinses Elisabeth, hertogin van Beieren.
- 12 - De Amerikaanse marine neemt de eerste onderzeeër in dienst: de USS Holland.
- 16 - De Nederlandse koningin Wilhelmina maakt haar verloving bekend met de Duitse hertog Hendrik van Mecklenburg-Schwerin (24).
- 26 - Het Belgische parlement neemt de wet op het ouderdomspensioen aan.
- 26 - Het Verenigd Koninkrijk annexeert het Zuid-Afrikaanse Transvaal.
- 31 - De Belgische voetbalclub KAA Gent wordt opgericht
- oktober - De Amerikaanse paleontoloog Barnum Brown vindt in de staat Wyoming het eerste vrij complete skelet van een Tyrannosaurus Rex.

november
- 1 - Paus Leo XIII laat de encycliek De Redemptore verschijnen, waarin hij zijn vreugde uitspreekt over pelgrimages.
- 9 - Rusland annexeert Mantsjoerije.
- 23 - President Paul Kruger van Transvaal landt te Marseille.

december
- 4 - De Nationale Vergadering van Frankrijk verwerpt een plan van de nationalistische generaal Auguste Mercier om het Verenigd Koninkrijk binnen te vallen.
- 9 - Koningin Wilhelmina ontvangt president Paul Kruger van de Boerenrepubliek Transvaal. Tijdens de rijtoer van 'Oom Paul' kent het enthousiasme van de Hagenaars geen grenzen.
- 16 - Het opleidingsschip van de Duitse Keizerlijke Marine, de Gneisenau, zinkt in hevig onweer in de haven van Malaga, waarbij 41 van de 466 opvarenden om het leven komen.
- 23 - Het lukt de Canadese ingenieur Reginald Fessenden om vanuit zijn werkplaats in Cobb Island – als eerste persoon ter wereld – een menselijke stem te verzenden over een

afstand van 1,6 kilometer (één mijl). "One, two, three, four. Is it snowing where you are Mr. Thiessen? If so telegraph back and let me know" is het bericht
dat Fessenden via de radio uitzendt. Thiessen geeft per telegraaf antwoord dat het inderdaad sneeuwt.
- 24 - Eerste uitvoering van Op hoop van zegen van Herman Heijermans, met in de hoofdrol Esther de Boer-van Rijk.

zonder datum
- Antoni Gaudí begint de aanleg van Park Güell.
- Max Planck schrijft Zur Theorie des Gesetzes der Energie-Verteilung im Normal-Spektrum, waarin hij de straling van zwarte lichamen verklaart. Hij maakt hierbij gebruik van de veronderstelling dat licht uit 'kwanta' bestaat, en het werk geldt als het begin van de ontwikkeling van de kwantumfysica.
- Hein Lorentz ontdekt de Lorentztransformatie.
- Karl Landsteiner ontdekt de bloedgroepen A, 0, B en AB.
- De Noor Johan Vaaler vraagt in Duitsland het patent aan op de paperclip.
- De Duitse natuurkundige Friedrich Ernst Dorn ontdekt het radioactieve gas radon.
- De Franse natuurkundige Paul Ulrich Villard ontdekt dat radium naast alfa- en bètastraling ook gammastraling uitzendt.
- De Friese Rinskje Visscher krijgt als eerste vrouw van Nederland een betrekking tot gemeentearchivaris in Leeuwarden.

## Muziek
- De Finse componist Jean Sibelius componeert Porilaisten marssi.
- Gustav Mahler voltooit zijn Symfonie nr. 4
- Gabriel Fauré componeert de opera Prométhée.
- Edvard Grieg componeert Gammelnorsk romanse med variasjoner.

### Premières
- 1 januari: Vid sekelskiftet van Hugo Alfvén
- 14 januari: Giacomo Puccinis Tosca in Rome
- 24 februari: Agathe Backer Grøndahls Sommer opus 50
- 26 maart: Gurre-suite van Holger Drachmann en Johan Halvorsen
- 14 april: Frank Bridges Pianotrio nr. 1 uit 1900 in Londen
- 3 november: Nikolaj Rimski-Korsakovs opera De geschiedenis van Tsaar Saltan met De vlucht van de hommel in Moskou.
- 17 november: Klockorna van Hugo Alfvén
- 24 november: waarschijnlijk eerste uitvoering van Sarabande con variazioni van Johan Halvorsen
- 2 december - De wereldpremière van Sergej Rachmaninovs beroemde Tweede pianoconcert vindt plaats te Moskou.

## Beeldende kunst

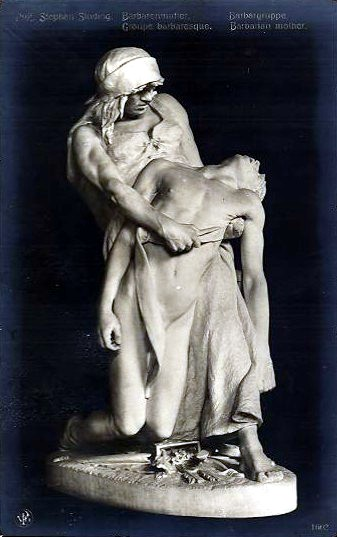
Barbarenmutter (1900) Stephan Sinding Ny Carlsberg Glyptotek, Kopenhagen
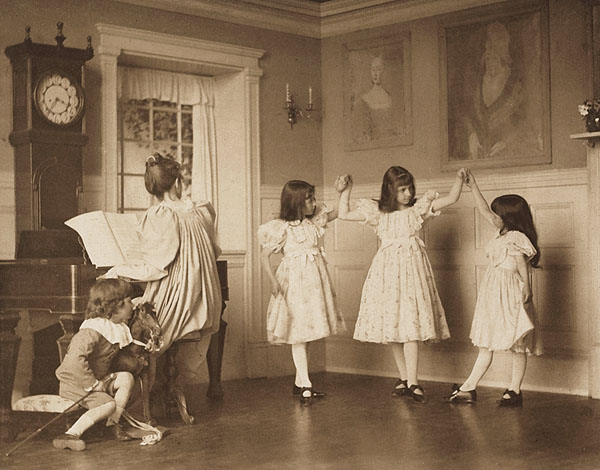
The dance, (Rudolf Eickemeyer, 1900).

## Bouwkunst

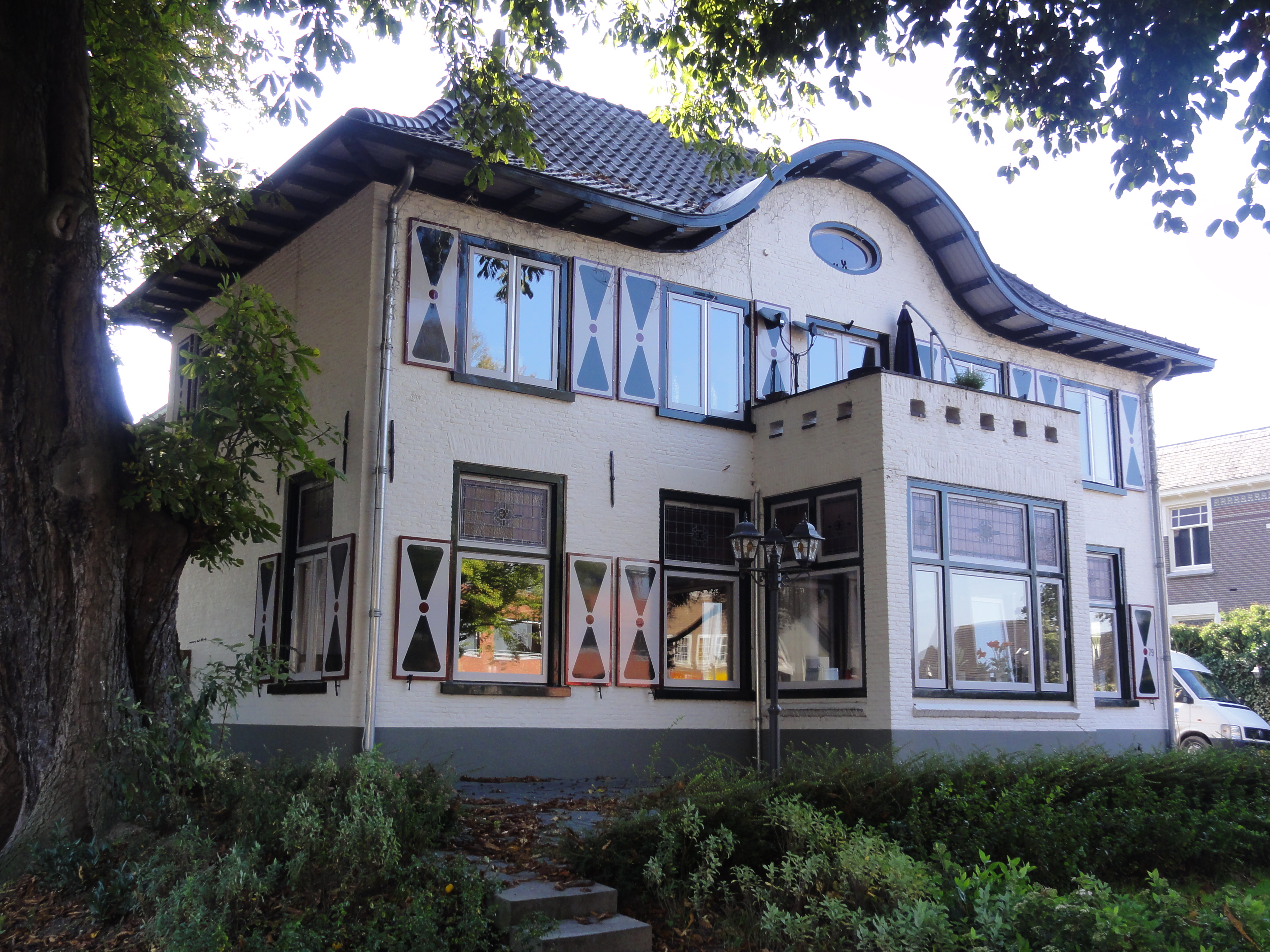
Pastorie, Beneden-Leeuwen
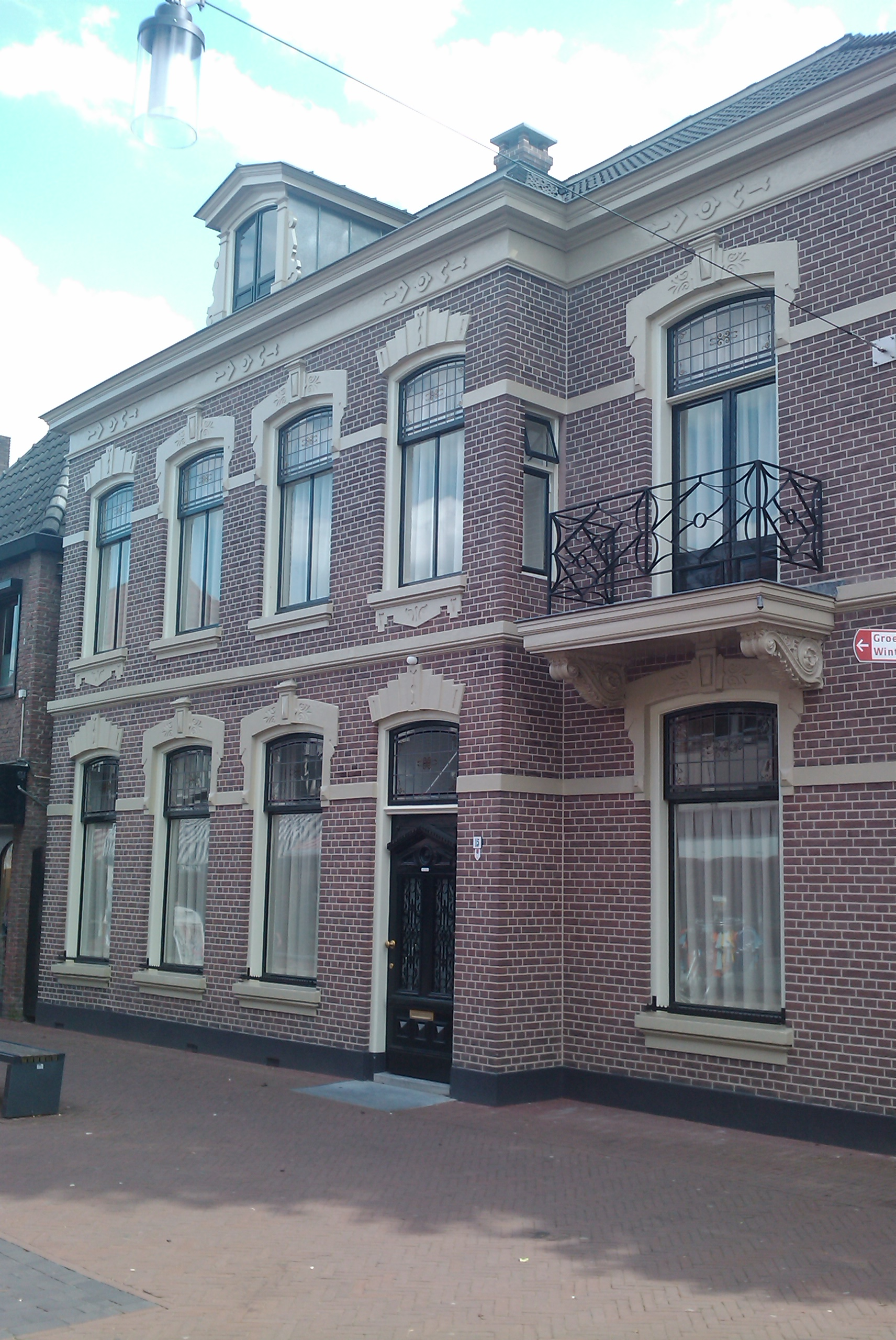
Herenhuis, Lichtenvoorde, L.G. Richter
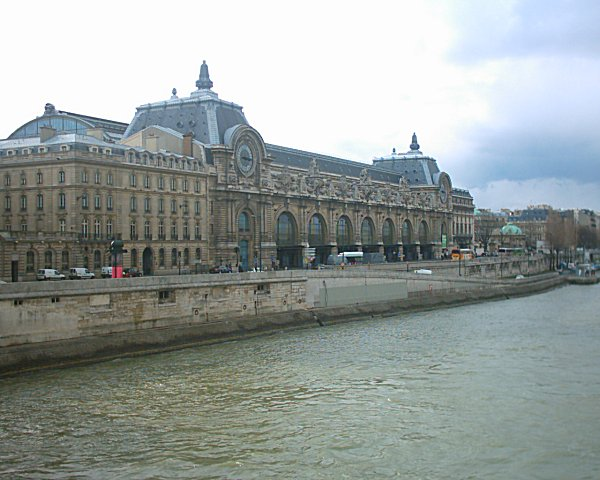
Gare d'Orsay, Parijs, Victor Laloux, Lucien Magne en Émile Bénard
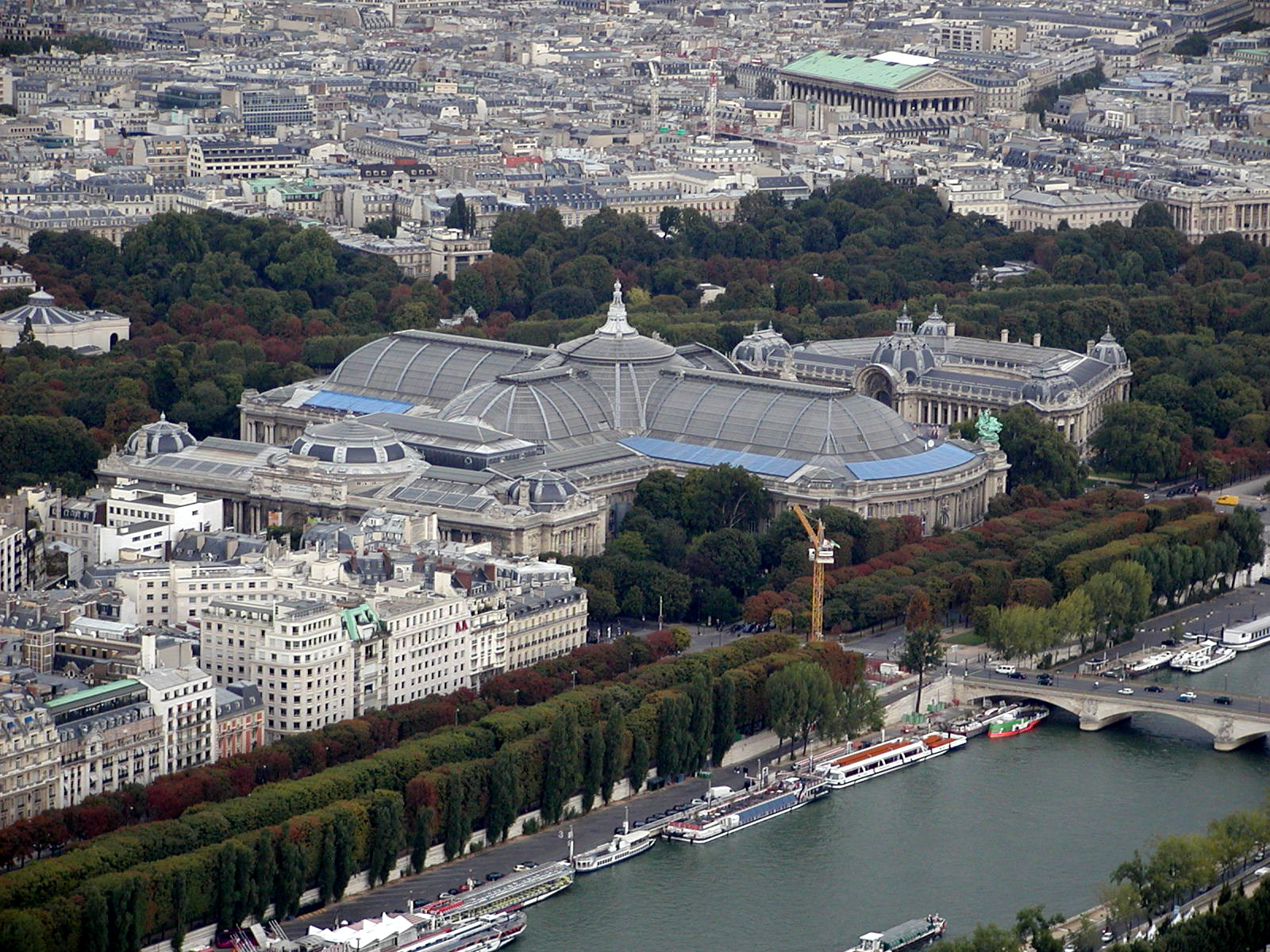
Grand Palais, Parijs, Henri Deglane, Albert Louvet, Albert Thomas en Charles Girault
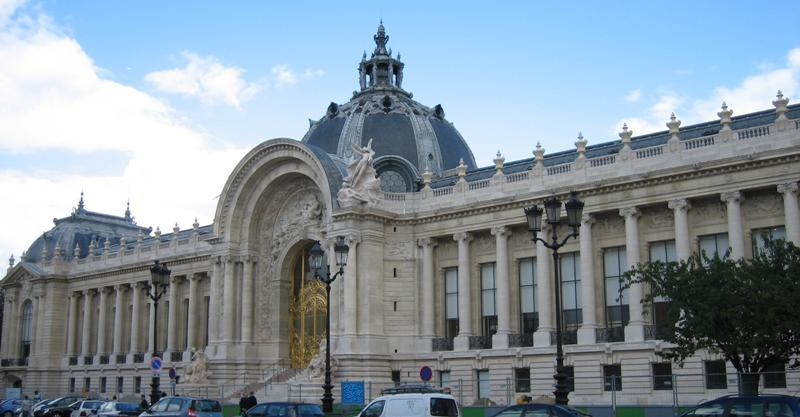
Petit Palais, Parijs, Charles Girault
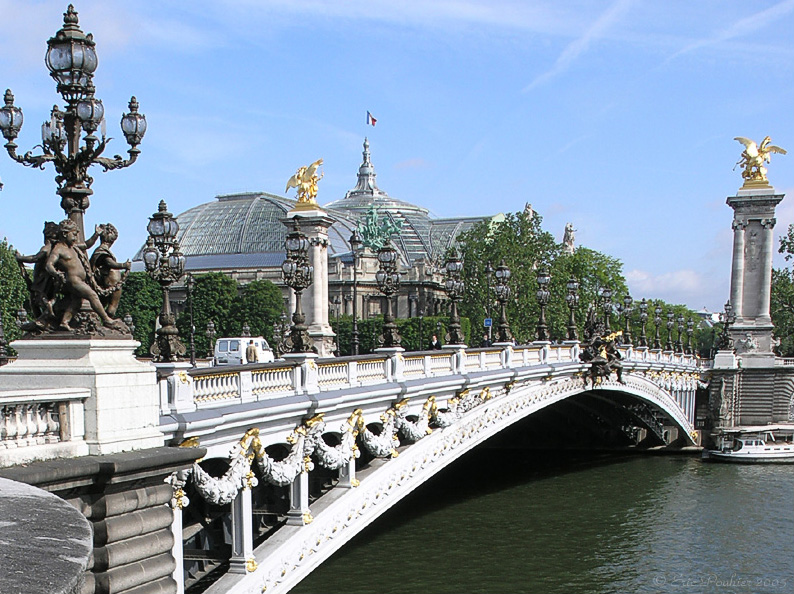
Pont Alexandre-III, Parijs, Joseph Cassien-Bernard en Gaston Cousin
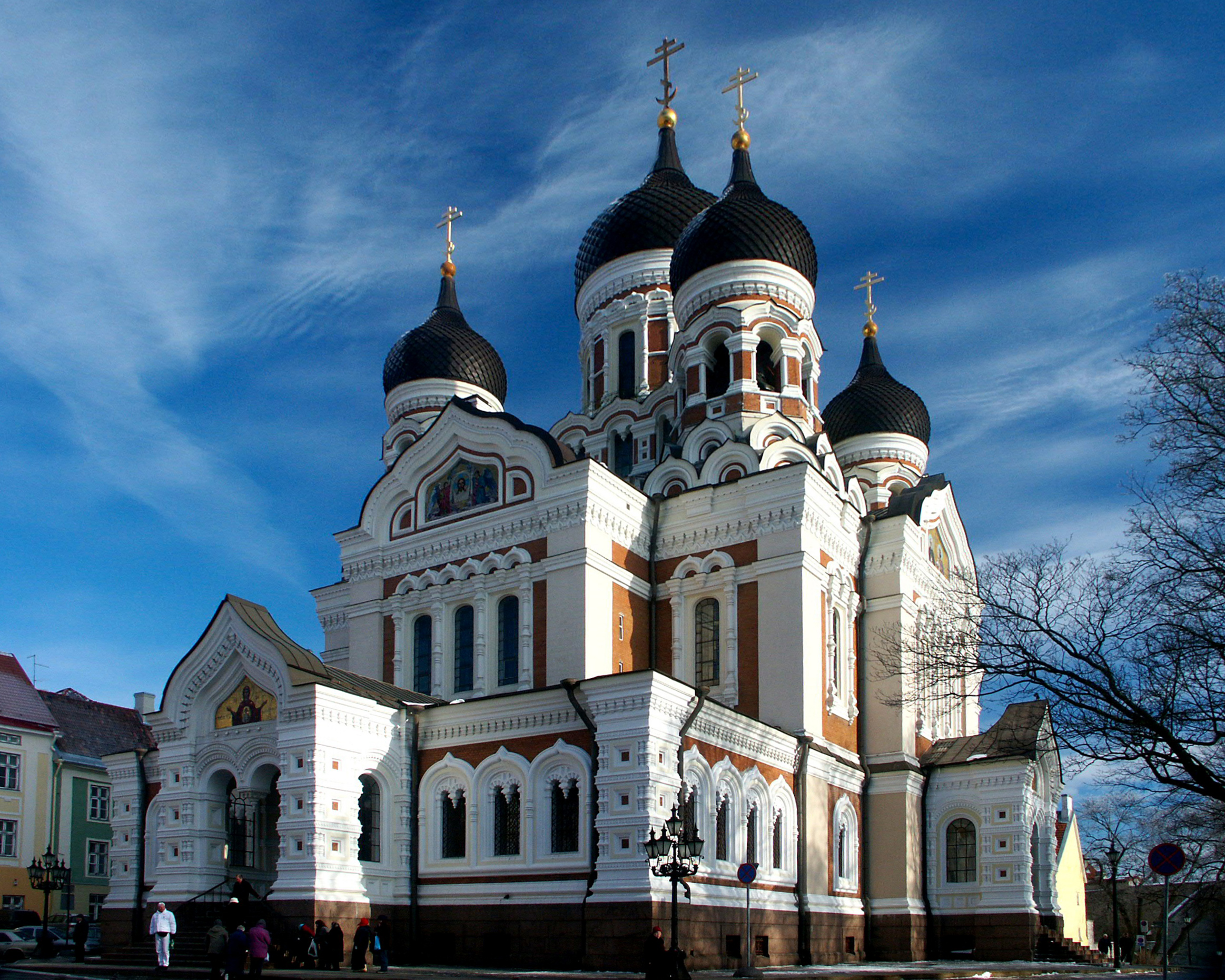
Alexander Nevski-kathedraal, Tallinn, Michail Preobrazjenski

## Geboren
Zie Lijst van personen geboren in 1900

## Overleden
Zie Lijst van personen overleden in 1900

## Trivia
Het jaar 1900 is het laatste jaar dat deelbaar is door vier en toch geen schrikkeljaar is. Het eerstvolgende jaar dat deelbaar is door vier en ook geen schrikkeljaar is, is het jaar 2100.